# Hřbitov Belleville
Hřbitov Belleville (francouzsky Cimetière de Belleville) je malý pařížský hřbitov, který se nachází ve čtvrti Belleville na rohu ulic Rue de Belleville a Rue du Télégraphe ve 20. obvodu. Jeho rozloha činí 1,80 ha a je zde 3210 hřbitovních koncesí. Hřbitov se nachází na pahorku ve výšce 128,503 m n. m., takže je po Montmartru druhým nejvyšším bodem v Paříži.

## Historie
V minulosti bylo toto místo součástí majetku šlechtické rodiny Le Peletier de Saint-Fargeau, která od roku 1695 vlastnila na kopci asi 50 ha. Po různých fázích parcelace a prodeje majetku byl hřbitov otevřen v roce 1808, aby uvolnil starý přeplněný hřbitov u zdejšího kostela Saint-Jean-Baptiste de Belleville. Pahorek, kde se dnes hřbitov nachází, využíval v letech 1790-1798 vynálezce Claude Chappe (1763-1805) pro své experimenty se semaforovým telegrafem, jak o tom svědčí pamětní deska na pravé straně hlavního vchodu a název ulice Rue du Télégraphe. Z významných osobností je zde pohřben varhaník Pierre Cochereau (1924-1984).